# 이리와 내 꿈에 태워줄게
이리와 내 꿈에 태워줄게(Daydreamers)는 대한민국의 인디 밴드이다. 

## 구성원
- 민우석 - 보컬
- 최원민 - 피아노
- 김태양 - 기타